# Head over Heels (chanson de Tears for Fears)
Pour les articles homonymes, voir Head over Heels.
Singles de Tears for Fears
Everybody Wants to Rule the World
(1985) Suffer the Children
(1985)
Head over Heels est un single du groupe Tears for Fears, issu de leur album Songs from the Big Chair datant de 1985. Il a atteint le numéro 3 du Billboard Hot 100 et la 12e place au Royaume-Uni. Ce titre s'est également classé dans le Top 40 de plusieurs autres pays.
Selon le chanteur Roland Orzabal, c'est essentiellement une chanson d'amour romantique et l'une des pistes les plus simples que Tears for Fears ait jamais enregistrées.
Sur certaines versions de l'album Songs from the Big Chair, la chanson apparait accolée à la version live du titre Broken. En effet, ces deux titres partagent le même motif musical au piano. 
La bibliothèque dans laquelle le clip est tourné est appelée « Emmanuel Collège Library » et se trouve à Toronto.
On peut entendre le titre dans le film Donnie Darko.

## Classements
| Classement (1985–1986)                     | Meilleure position |
| ------------------------------------------ | ------------------ |
| Australie (Kent Music Report)              | 21                 |
| Belgique (Flandre Ultratop 50 Singles)     | 18                 |
| Canada (The Record)                        | 11                 |
| Canada (Top Singles)                       | 8                  |
| Allemagne de l'Ouest (Media Control)       | 55                 |
| Irlande (IRMA)                             | 5                  |
| Pays-Bas (Dutch Top 40 Tipparade)          | 12                 |
| Pays-Bas (Single Top 100)                  | 29                 |
| Nouvelle-Zélande (RMNZ)                    | 12                 |
| Royaume-Uni (UK Singles Chart)             | 12                 |
| États-Unis (Billboard Adult Contemporary)  | 5                  |
| États-Unis (Billboard Hot 100)             | 3                  |
| États-Unis (Billboard Dance Singles Sales) | 49                 |
| États-Unis (Billboard Top Rock Tracks)     | 7                  |
| États-Unis (Cash Box)                      | 3                  |

| Classement (1985)              | Meilleure position |
| ------------------------------ | ------------------ |
| Canada (RPM Top Singles)       | 81                 |
| États-Unis (Billboard Hot 100) | 60                 |
| États-Unis (Cash Box)          | 28                 |